# Wiener Kaffeehaus

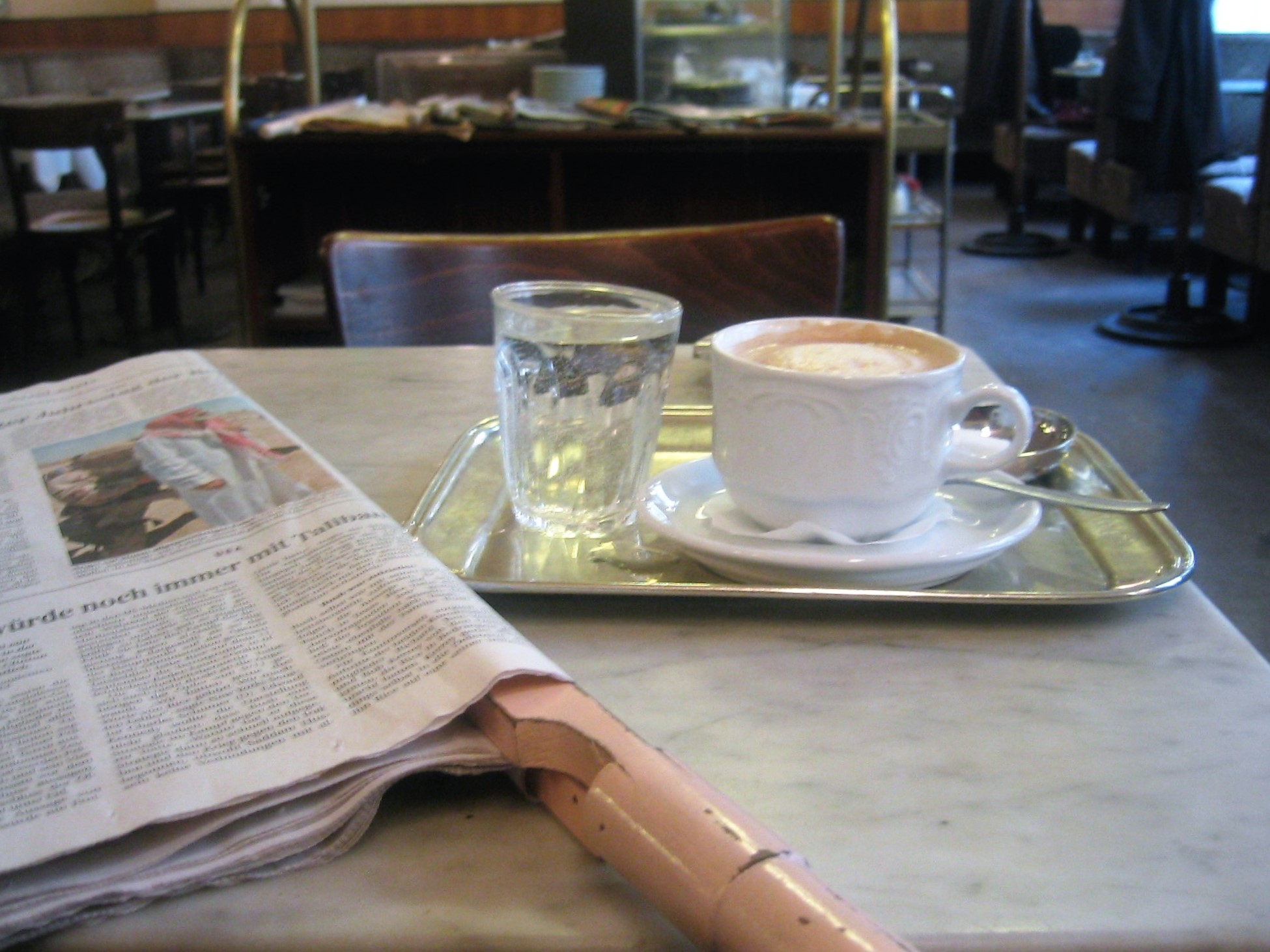
Kaffeehauskultur: Die Tageszeitung und der mit einem Glas Wasser servierte Kaffee

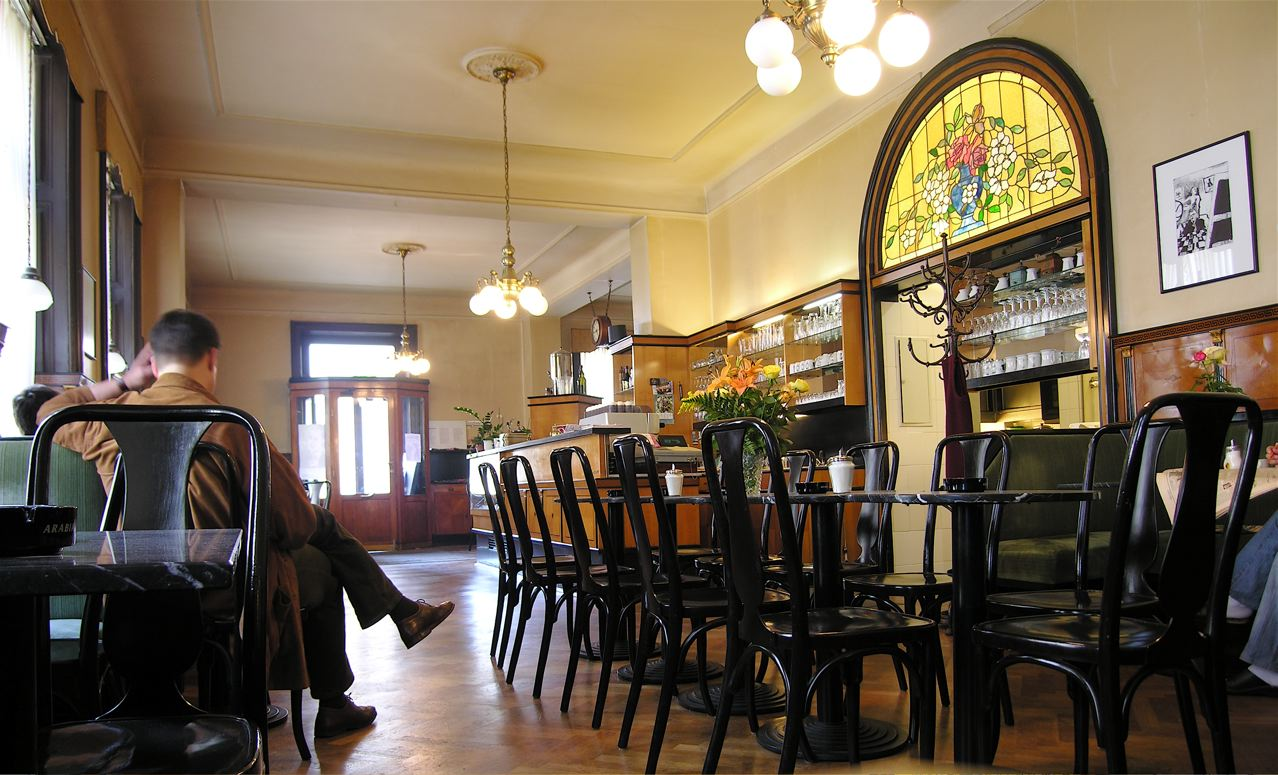
Beschauliches Ambiente der 1920er Jahre im Café Goldegg

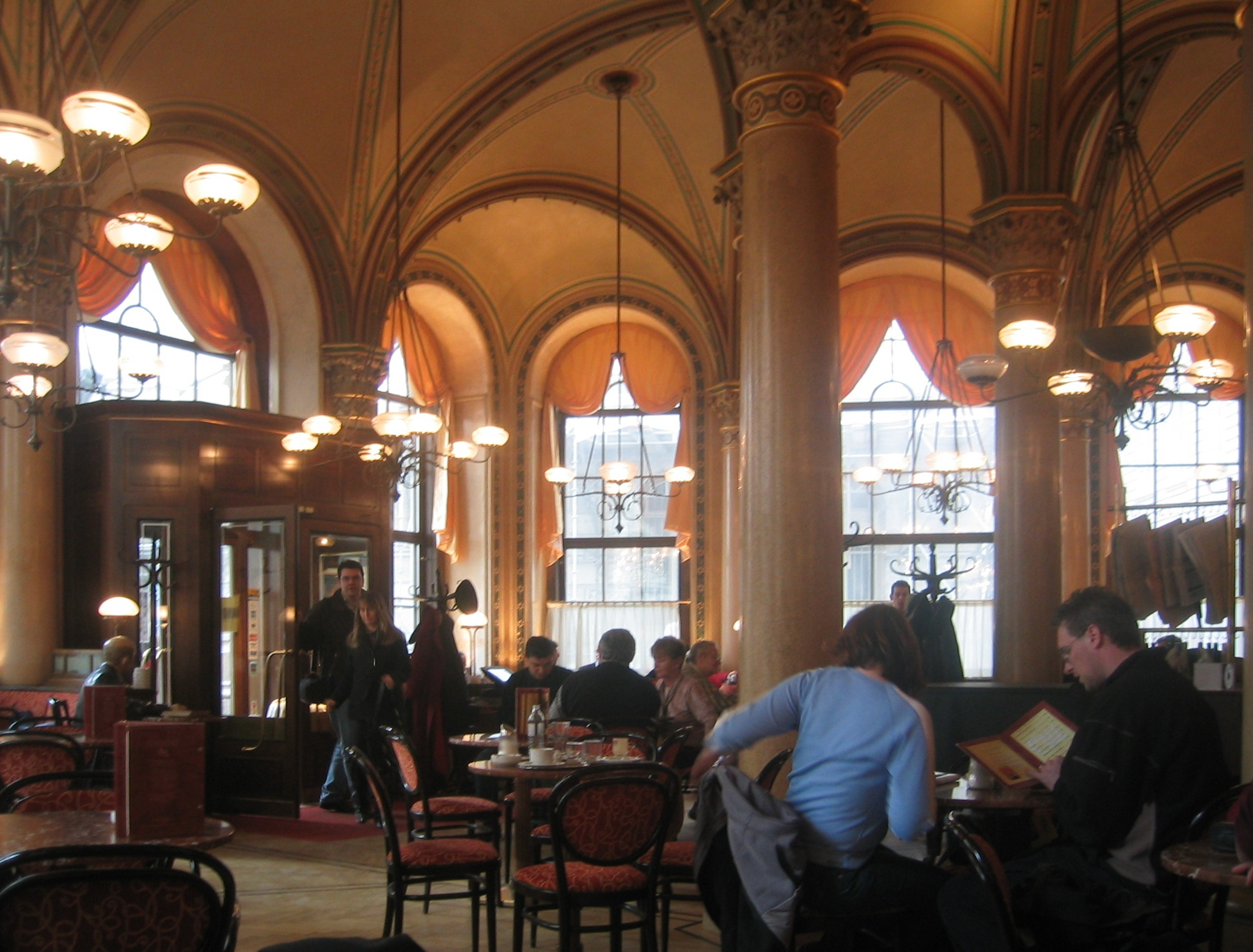
Im Café Central

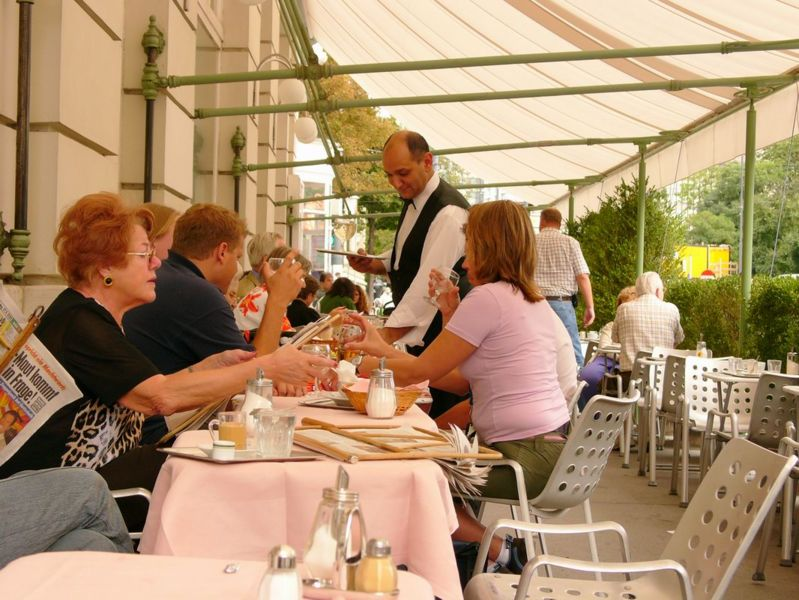
Ein Schanigarten – hier vom Café Prückel

Das Wiener Kaffeehaus [kaˈfeːˌhaʊ̯s] ist als gastronomische Einrichtung eine typische Wiener Institution, die bis heute ein wichtiges Stück Wiener Tradition darstellt. Die Wiener Kaffeehauskultur gehört seit 2011 zum immateriellen Kulturerbe der UNESCO. Stefan Zweig schrieb in seinen Memoiren Die Welt von Gestern über seine Wiener Jugend, dass das Wiener Kaffeehaus „eine Institution besonderer Art darstellt, die mit keiner ähnlichen der Welt zu vergleichen ist“.

## Eigenart
Traditionelle Kaffeehäuser sind in den europäischen Großstädten zu einer Institution geworden. Wien mit seiner legendären Kaffeehauskultur war Ausgangspunkt für diese Ära und Tradition. Mit der Wiener Kaffeehauskultur ist die Besonderheit verbunden, dass das stundenlange Verweilen mit Zeitungen, Literatur und Gesprächen das gesellschaftliche Leben früh prägte. Stamm-Kaffeehäuser wurden zu fixen Orten der Zusammenkunft von Intellektuellen, Literaten und Künstlern.
Der um 1900 erschienene Illustrierte Wegweiser durch Wien und Umgebungen, der Wien-Besucher auch über die Funktion der Wiener Kaffeehäuser informierte, definierte diese Institution so:

„Für das gesellschaftliche und theilweise auch für das geschäftliche Leben von Wien sind die Kaffeehäuser von der höchsten Bedeutung. Namentlich in den Nachmittagsstunden vollzieht sich in denselben ein nicht unbedeutender Theil des Verkehrs, und das ‚Stamm-Kaffeehaus‘ ist ein Zusammenkunftsort.“

Die Einrichtung des typischen Wiener Kaffeehauses reichte bzw. reicht von gemütlich-plüschig bis hin zu kühl-stilvoll. Als klassisch gelten Thonet-Stühle der in Wien ehemals ansässigen Thonet-Sessel-Manufaktur und Kaffeehaustische mit Marmorplatten. Eines der am besten erhaltenen Kaffeehäuser ist das Café Sperl, das über eine unverfälschte, nicht modernisierte, aber stark restaurierte Einrichtung verfügt. Das Café Central im Palais Ferstel (errichtet nach Plänen des Architekten Heinrich von Ferstel) ist seit der Neueröffnung 1975 in einer monumentalen Halle im Stile der Neorenaissance untergebracht, das Café Prückel hingegen besitzt eine originalgetreu erhaltene Einrichtung aus den 1950er Jahren. Das Café Westend besticht durch authentisch abgenutzten Charme.
Oft gibt es vor dem Lokal den so genannten Schanigarten, wo man im Freien beim Kaffeetrinken die vorbeigehenden Leute beobachten kann.
Im Kaffeehaus werden meist kleine Speisen wie Würstel und Mehlspeisen, Kuchen, Torten oder im Café Hawelka die berühmten Buchteln geboten. Einige Kaffeehäuser bieten allerdings auch eine volle Auswahl an Gerichten der Wiener und internationalen Küche an.
In vielen klassischen Wiener Kaffeehäusern (beispielsweise dem Café Ritter, Café Diglas, dem Café Central oder dem Café Prückel) wird abends, ab 18 oder 19 Uhr, an bestimmten Tagen der Woche Klaviermusik gespielt – ab und zu auch untermalt mit speziellen Themenprogrammen und anderen Darbietungen wie zum Beispiel literarischen Lesungen. Darüber hinaus wird jedoch in Wiener Kaffeehäusern in der Regel auf eine musikalische Beschallung verzichtet.
Jahrzehntelang gab es in Wien etliche Kaffeehäuser, die permanent bis weit nach Mitternacht geöffnet hatten, namentlich das Cafe Drechsler, das Kaffee Urania und das Kaffee Alt Wien. Während das Kaffee Alt Wien diese Tradition fortsetzt, ist das Café Drechsler seit 2013 nur noch am Wochenende über Mitternacht hinaus geöffnet. Das Kaffee Urania, welches traditionell die längste Nachtöffnungszeit hatte, wurde Ende Jänner 2016 geschlossen.

### Wiener Kaffeehaus-Billard

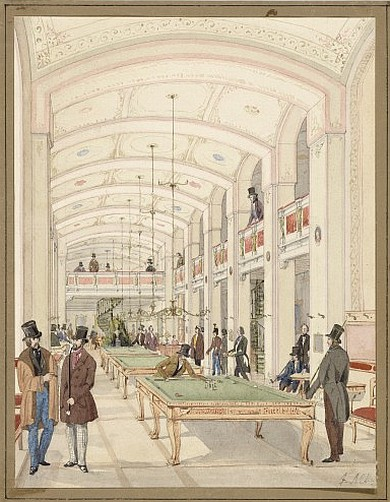
Löwsches Kaffeehaus 1842

Das seit dem 17. Jahrhundert sich verbreitende Billardspiel fand schnell Einzug in die Wiener Kaffeehäuser. So sah sich Maria Theresia bereits 1745 zu einer Regulierung der Aufstellung in den Kaffeehäusern veranlasst. So war es demnach nur gestattet Billardtische in ebenerdigen Schankräumen mit Fenstern zur Gasse aufzustellen. War es anfänglich noch ein „adeliges Spiel“, so erhielt bald das Bildungsbürgertum Zugang zum Spiel (auch Mozart spielte gerne eine Partie). 
Erstmals erhielt der Leopoldstädter Kaffeesieder Leichnamschneider 1781 die Bewilligung, ein Billardzimmer im ersten Stock seines Kaffeehauses einzurichten. Profis spielten seinerzeit vor allem im Café Hugelmann, dann im Café Neuner in der Plankengasse. Das vom Verfall bedrohte „Milanische Kaffeehaus“ wurde 1808 von Peter Corti übernommen, dort fand das Billard eine besondere Heimstätte. Ab 1805 brachten französische Offiziere das noch heute übliche „französische Billard“ (Karambolage) nach Wien. Die größte Verbreitung fand Billard seit dem Vormärz, insbesondere als man Billardtische in besseren oder darauf spezialisierten Kaffeehäusern fand. 
Als das Spielen ab Mitte des 19. Jahrhunderts günstiger wurde, fand es schnell eine größere Verbreitung. Zu dieser Zeit entstand auch der typische Wiener „Kaffeehausbillard“, ein kleinerer als der übliche Karambolagetisch mit den Sondermaßen 95 × 190 cm. Bekannte Billardcafés waren zu der Zeit unter anderem Café Adami (1728–1866, benannt nach Dominik Adami), Regensburger Hof, Silbernes Kaffeehaus (1808–1855, insgesamt 28 Tische), und Café Stierböck (ab 1790 bis zum Abbruch des Hauses). Meist befand sich in den Cafés auch gleichzeitig eine Billardschule bzw. -universität. Ab 1845 mussten die Kaffeesieder eine Steuer, Billardabgabe genannt, entrichten, deren Abschaffung 1895 von der Genossenschaft gefordert wurde. 
Ab Mitte des 19. Jahrhunderts gehörte es zum „guten Ton“, Billard zu spielen. Nachdem 1931 der „Österreichische Amateur-Billard-Verein“ gegründet worden war, fand der „Erste Ottakringer Billardclub“ ab 1936 im Billard-Café Ritter (16. Bezirk, Ottakringer Straße 117) seine Heimat. Zu den heute noch existierenden Cafés mit Billardbetrieb zählt das vom österreichischen Staatsmeister Heinrich Weingartner betriebene Café Weingartner in der Goldschlagstraße 6 im 15. Bezirk, das seit 1874 existiert. Ähnliche Institutionen gab es z. B. auch in Berlin mit dem „Café Kerkau“ in der Friedrichstraße (betrieben vom Weltmeister Hugo Kerkau) oder das „Café Woerz“ am Nollendorfplatz.

### Literatencafés

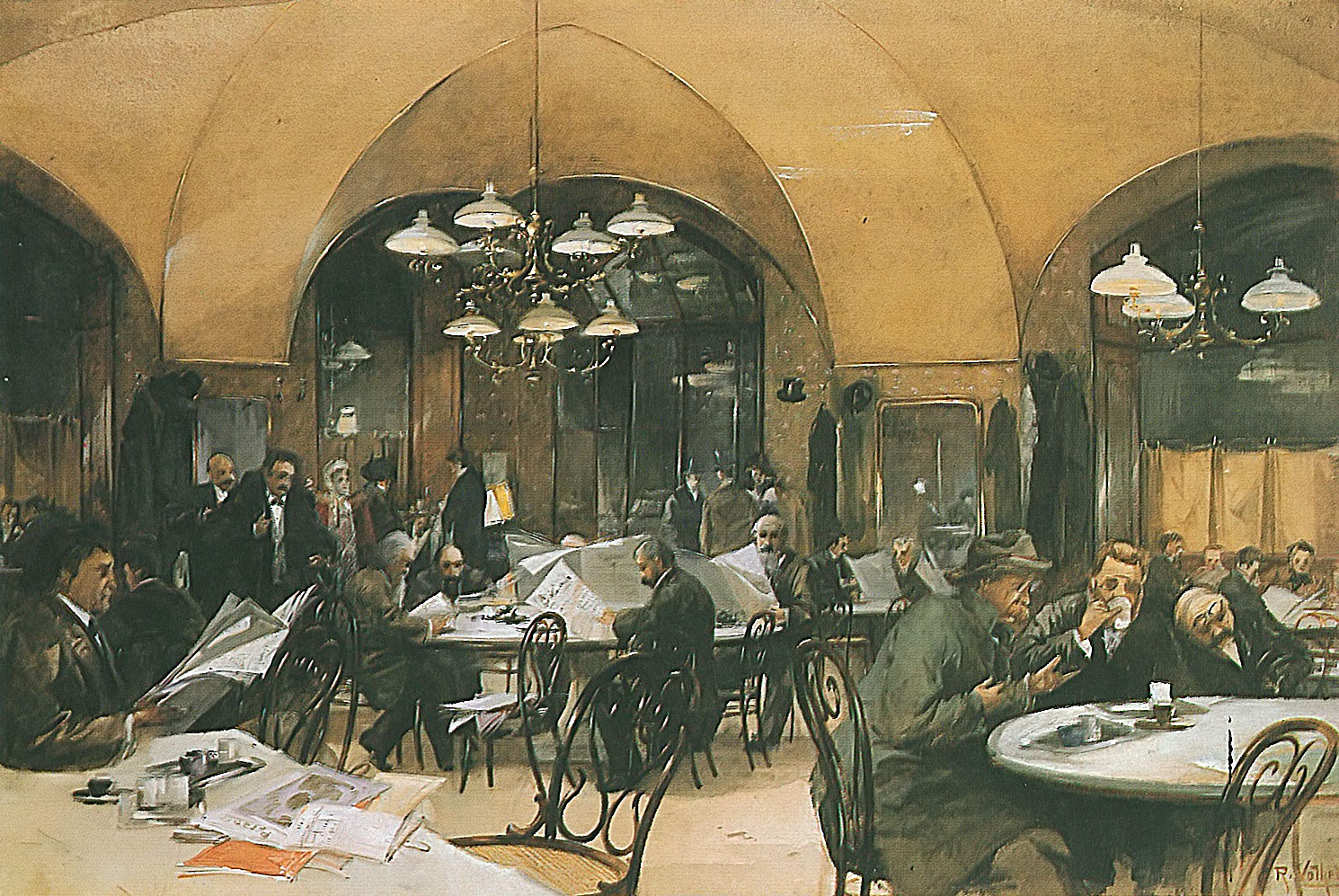
Das Griensteidl 1896

Eindeutig war zu jeder Zeit nur das führende Literatencafé festzustellen, das Café Griensteidl etwa, wo sich um 1890 in der Zeit des Fin de Siècle die Vertreter des „Jung Wien“ zusammenfanden: Arthur Schnitzler, Hugo von Hofmannsthal, Richard Beer-Hofmann, Hermann Bahr, Felix Salten. Zu den Literatencafés zählte, ab 1899, auch das Museum mit seiner bekannten Einrichtung, welche von Adolf Loos gestaltet wurde. Unter den Stammgästen waren unter anderem die Maler Gustav Klimt, Egon Schiele und Oskar Kokoschka, die Schriftsteller Joseph Roth, Karl Kraus, Georg Trakl, Elias Canetti, Hermann Broch, Robert Musil und Leo Perutz, die Komponisten Alban Berg, Franz Lehár und Oscar Straus sowie die Architekten Otto Wagner und Adolf Loos zu Gast. Nach dem Abriss des Griensteidl folgte bis zum Ende des Ersten Weltkriegs dann das Café Central mit seinen Stammgästen Karl Kraus, Peter Altenberg, Egon Friedell, Oskar Kokoschka, Alfred Polgar und Leo Trotzki.
Abgelöst wurde es vom Café Herrenhof. Es öffnete zu Beginn des Ersten Weltkriegs. Zu seinen Stammgästen zählten unter anderem Hermann Broch, Robert Musil, Franz Werfel, Leo Perutz sowie Joseph Roth und Otto Soyka. Nach dem Zweiten Weltkrieg erlebte es noch ein Schattendasein, ehe es 1960 vorläufig geschlossen, 1967 in eine Art Espresso umgewandelt wurde und am 30. Juni 2006 für immer die Pforten schloss. Ab 1961 fungierte danach das Café Hawelka als Zentrum des geselligen künstlerischen Lebens – freilich immer in Konkurrenz zu anderen Cafés wie dem Museum, dem Imperial oder einem der zahllosen weniger berühmten Häusern. Entlang der Kette dieser Cafés trifft man immer wieder auf die Namen von Künstlern, Dichtern und Schriftstellern, die hier zusammentrafen. Trotz der Generationswechsel wurde die Tradition, die keinesfalls auf Wien beschränkt war, nahtlos fortgeführt. Etliche „Centralisten“ stammten aus Böhmen, viele Stammgäste des Herrenhof aus Prag, wo sie vor 1918 bereits in Franz Kafkas Stammcafé Arco verkehrt hatten.

## Geschichte

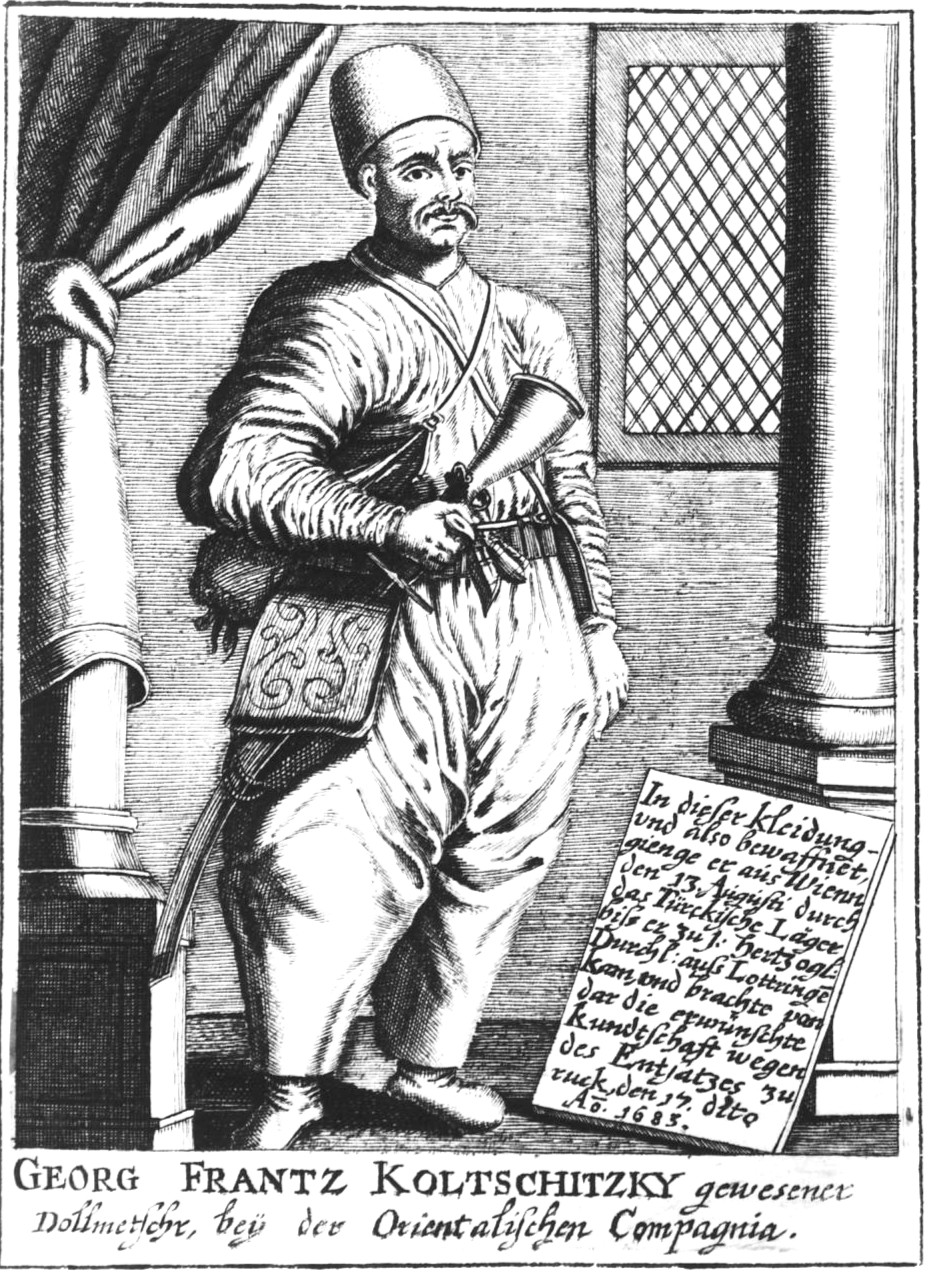
Georg Franz Kolschitzky, der Legende nach Begründer des Wiener Kaffeehauses

Die Legende besagt, dass die Wiener während der Befreiung von der Zweiten Türkenbelagerung im Jahre 1683 einige Säcke mit seltsamen Bohnen fanden, die sie zunächst für Kamelfutter hielten und verbrennen wollten. König Jan III Sobieski soll diese seinem Offizier und Dolmetscher namens Georg Franz Kolschitzky übergeben haben. Dieser hätte die Säcke an sich genommen und das erste Kaffeehaus gegründet. Diese Geschichte ist jedoch erfunden; der Piarist Gottfried Uhlich setzte sie 1783 in seiner Chronik „Geschichte der zweyten türkischen Belagerung Wiens, bey der hundertjährigen Gedächtnißfeyer“ in die Welt.
Tatsächlich stammt das erste Wiener Kaffeehaus aus dieser Zeit. Am 17. Jänner 1685 erteilte Kaiser Leopold I. einem Armenier namens Johannes Theodat als Dank für dessen Dienste die Hoffreiheit, das „türkische Getränk, als Caffe, The und Scherbet, zu praeparieren“. Theodat, auch Deodat oder Diodato genannt, erhielt die Genehmigung für zwei Jahrzehnte und eröffnete sogleich sein Kaffeehaus, ein einziges Zimmer mit einfachen Holzbänken im Hachenbergischen Haus auf dem Haarmarkt, heute Rotenturmstraße 14. Später hatten die Griechen das Monopol zum Ausschank von Kaffee inne.
Das neue Getränk fand bei der Wiener Bevölkerung großen Anklang, sodass die Zahl der Kaffeehäuser rapide anstieg. 1819 gab es schon 150 Kaffeesieder, davon 25 in der Innenstadt. Um 1900 gab es in Wien 600 Kaffeehäuser; die Gäste waren fast ausschließlich Männer. Das Kaffeehaus war damals ein Treffpunkt in den hierin integrierten Spiel- und Rauchsalons. Damen war der Zutritt allenfalls in männlicher Begleitung erlaubt. In der Frühzeit der Kaffeehäuser trugen die Kaffeevarianten meist keine Namen. Einer Anekdote Friedrich Torbergs zufolge soll in einem Kaffeehaus der Kellner dem Gast eine Farbpalette gereicht haben, auf der die Stärke des Kaffees in Farbabstufungen von Schwarz bis milchig-weiß symbolisiert war, woraufhin dieser wählte, indem er auf die gewünschte Farbe zeigte.

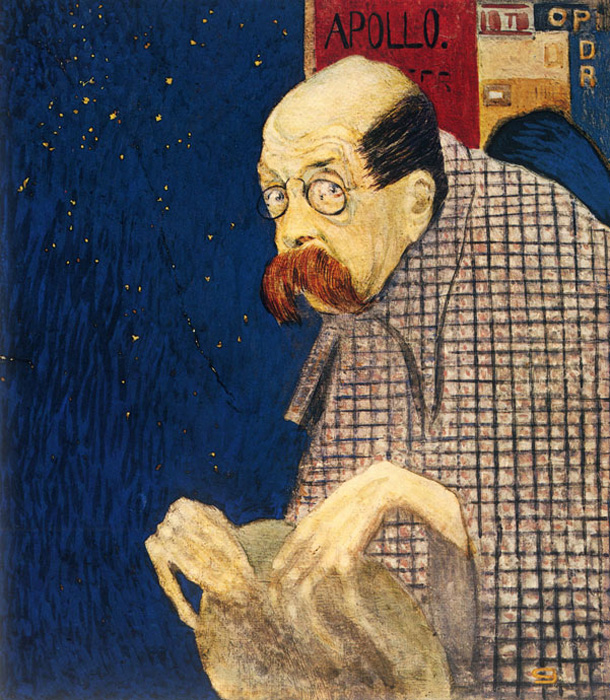
Peter Altenberg 1909

Seine Blütezeit erlebte das Wiener Kaffeehaus Ende des 19. bis Anfang des 20. Jahrhunderts, als sogenannte Kaffeehausliteraten wie Peter Altenberg, Arthur Schnitzler, Hugo von Hofmannsthal, Alfred Polgar, Karl Kraus, Stefan Zweig, Hermann Broch und Friedrich Torberg ihre Stammcafés zur bevorzugten Lebens- und Arbeitsstätte machten. Viele bekannte Künstler, Wissenschaftler, Techniker und Politiker der Zeit, darunter Egon Schiele, Gustav Klimt, Oskar Kokoschka, Adolf Loos, Theodor Herzl, Siegfried Marcus oder auch Leo Trotzki, waren häufige Gäste im Kaffeehaus. Zudem trafen sich Schachspieler in den Kaffeehäusern. Auch in Prag, Budapest, Lemberg, Triest und anderen Großstädten Österreich-Ungarns gab es viele Kaffeehäuser nach Wiener Vorbild, die zum Teil heute noch bestehen.

„Es stellt eine Institution besonderer Art dar, die mit keiner ähnlichen der Welt zu vergleichen ist. Es ist eigentlich eine Art demokratischer, jedem für eine billige Schale Kaffee zugänglicher Klub, wo jeder Gast für diesen kleinen Obolus stundenlang sitzen, diskutieren, schreiben, Karten spielen, seine Post empfangen und vor allem eine unbegrenzte Zahl von Zeitungen und Zeitschriften konsumieren kann. Täglich saßen wir stundenlang, und nichts entging uns.“

Ab 1950 begann das „Kaffeehaussterben“, als einige berühmte Wiener Kaffeehäuser schließen mussten, verursacht durch veränderte Freizeitgewohnheiten (z. B. die wachsende Beliebtheit des Fernsehens) und das Aufkommen „moderner“ Espresso-Bars. Auf der Wiener Ringstraße überlebten beispielsweise von 15 verzeichneten Kaffeehäusern zur „goldenen Zeit“ vor dem Ersten Weltkrieg etwa vier bis 2014. Drei sind ursprüngliche Cafés unter demselben Namen, eines wurde auf das umgebende Hotel umbenannt und ein anderes wurde zu einer neuen „Lounge“ in einem Hotel. Trotzdem gibt es auch heute noch etliche dieser typischen Wiener Lokale, die sich ihren ursprünglichen Charme bewahrt haben, zumal seit den 1990er Jahren allgemein ein neues Interesse an der Kaffeehaus-Tradition zu beobachten ist.

## Kaffeezubereitung
„In Wien hat fast jedes Kaffeehaus eine aus verschiedenen Sorten bestehende Kaffeebohnenmischung, die jeder Kaffeesieder natürlich als ‚Geschäftsgeheimnis‘ hütet. Sonst wird der Kaffee in ganz Wien gekocht und nicht gebrüht. Die bestimmte Menge ganz fein geriebenen Kaffees wird in das kochende Wasser (auf 1 Liter 8–10 Deka) geschüttet, mit einem Löffel umgerührt, und nachdem sie einigemale aufgewallt ist, in die Aufzugmaschine geschüttet, worauf diese sehr langsam aufgezogen wird. Vielfach wird dem Kaffee mit Wasser gesprudeltes Eigelb beigefügt, um den Kaffee zu klären. Der aufgezogene reine Kaffee wird dann in gutschließenden Porzellankannen im Wasserbade heiß gehalten.“

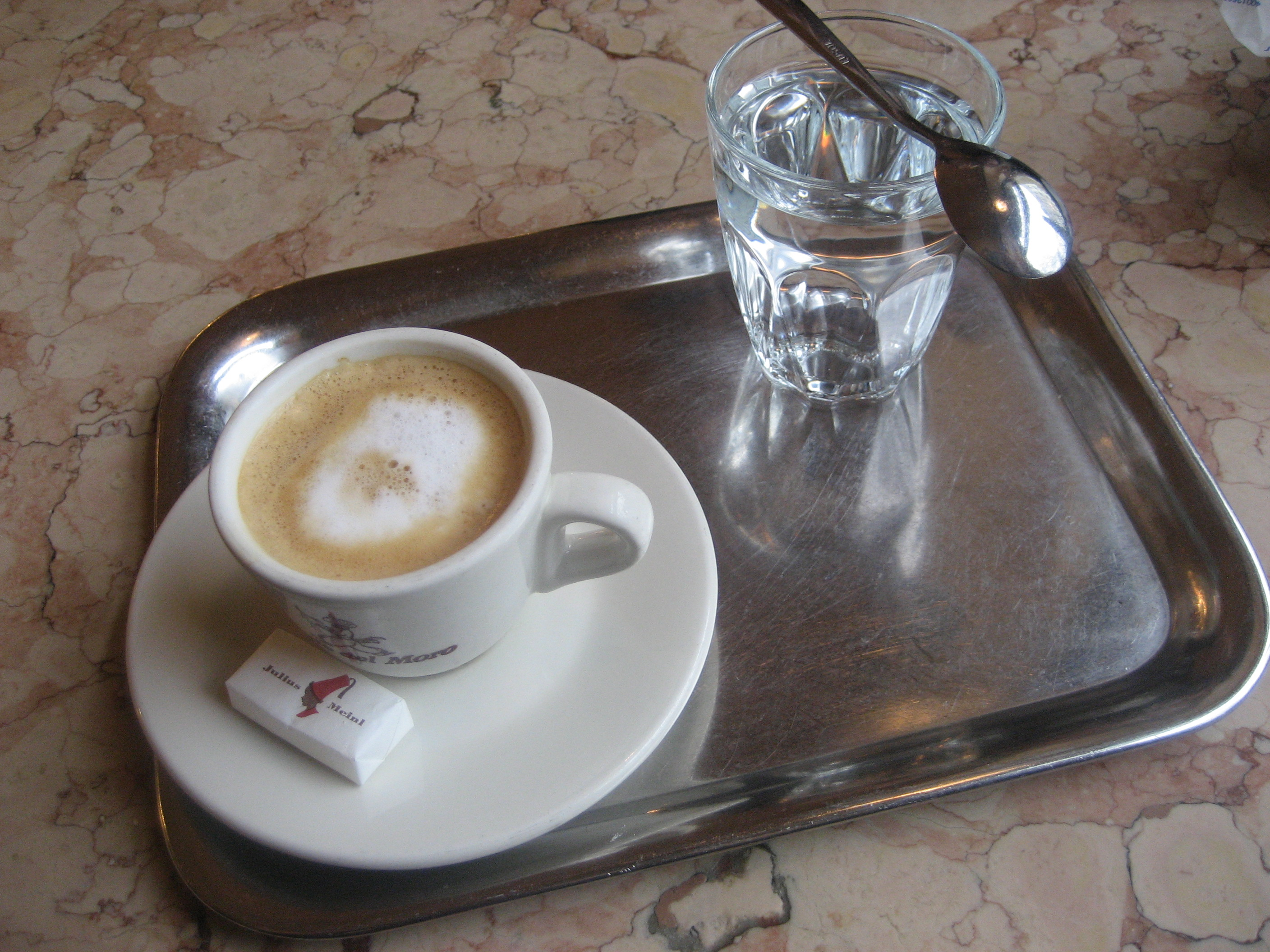
„Wiener Melange“ auf dem typischen Serviertablett in einem Wiener Kaffeehaus

Gebrühter Kaffee wurde in Wien auch zubereitet, aber mit der Bezeichnung „Karlsbader“ (nach der dafür nötigen Stockwerkskanne, der „Karlsbader-Kanne“) oder „Mokka“ versehen. Seit dem Aufkommen der Espressomaschinen wird auch die damit gewonnene Variante des kurzen, schwarzen Kaffees als Mokka bezeichnet.
In der langjährigen Wiener Kaffeehaustradition wurden an die 50 Kaffeezubereitungen serviert, die mit den Schalengrößen bzw. Anrichtung in speziellen Gläsern, der Zugabe oder Weglassens von Zucker, Obers, Schlagobers, Milch, Milchschaum, Milchhaut, Spirituosen und der Reihenfolge oder Schichtung der Zugaben variiert waren. Eine der ältesten, und bis heute meistgeorderten, Wiener Kaffeespezialitäten ist die Wiener Melange.

## Liste der Cafés in Wien, die die Wiener Kaffeehaustradition pflegen
In Wien gibt es nahezu 1000 aktive Cafés aller Art (Stand 2021: 958), fast 1000 Espresso-Bars und über 200 Café-Konditoreien. Die bekanntesten Kaffeehäuser, zum Teil noch mit Originaleinrichtungen, sind:
| Name                  | Bild | Bezirk und Standort                                                | Weitere Informationen                                     |
| --------------------- | ---- | ------------------------------------------------------------------ | --------------------------------------------------------- |
| Café Mozart           |      | 1., Albertinaplatz Standort                                        |                                                           |
| Kaffee Alt Wien       |      | 1., Bäckerstraße Standort                                          |                                                           |
| Café Bellaria         |      | 1., Bellariastraße Standort                                        |                                                           |
| Café Korb             |      | 1., Brandstätte Standort                                           |                                                           |
| Café Hawelka          |      | 1., Dorotheergasse Standort                                        |                                                           |
| Kleines Café          |      | 1., Franziskanerplatz Standort                                     |                                                           |
| Café Tirolerhof       |      | 1., Führichgasse Standort                                          |                                                           |
| Café Central          |      | 1., Herrengasse, im Palais Ferstel Standort                        |                                                           |
| Café Frauenhuber      |      | 1., Himmelpfortgasse Standort                                      | Eines der ältesten Kaffeehäuser Wiens (seit 1824)         |
| Café Imperial         |      | 1., Kärntner Ring, im Hotel Imperial Standort                      |                                                           |
| Café Schwarzenberg    |      | 1., Kärntner Ring (Schwarzenbergplatz) Standort                    |                                                           |
| Café Demel            |      | 1., Kohlmarkt Standort                                             | k.u.k. Hofzuckerbäcker seit 1786                          |
| Café Museum           |      | 1., Operngasse Standort                                            | Die ursprüngliche Innenausstattung stammte von Adolf Loos |
| Café Sacher           |      | 1., Philharmonikerstraße, im Hotel Sacher hinter der Oper Standort | Berühmt auch wegen der Sachertorte                        |
| Café Reichsrat        |      | 1., Rathausplatz 8 Standort                                        |                                                           |
| Café Bräunerhof       |      | 1., Stallburggasse Standort                                        |                                                           |
| Café Ministerium      |      | 1., Stubenring Standort                                            |                                                           |
| Café Prückel          |      | 1., Stubenring (Ecke Dr.-Karl-Lueger-Platz) Standort               |                                                           |
| Café Landtmann        |      | 1., Universitätsring Standort                                      |                                                           |
| Café Diglas           |      | 1., Wollzeile Standort                                             |                                                           |
| Café Heiner           |      | 1., Wollzeile Standort                                             | K.u.k. Hofzuckerbäcker                                    |
| Café Zartl            |      | 3., Rasumofskygasse Standort                                       |                                                           |
| Café Frey             |      | 4. Favoritenstraße 44 Standort                                     | Eines der ältesten Kaffeehäuser Wiens (seit 1895)         |
| Café Goldegg          |      | 4., Argentinierstraße Standort                                     |                                                           |
| Café Wortner          |      | 4., Wiedner Hauptstraße Standort                                   |                                                           |
| Café Rüdigerhof       |      | 5., Hamburgerstraße Standort                                       | 1903 eröffnetes Jugendstilcafé                            |
| Café Sperl            |      | 6., Gumpendorfer Straße Standort                                   |                                                           |
| Cafe Drechsler        |      | 6., Linke Wienzeile 22/Girardigasse 1 Standort                     |                                                           |
| Café Savoy            |      | 6., Linke Wienzeile Standort                                       |                                                           |
| Café Ritter           |      | 6., Mariahilfer Straße Standort                                    |                                                           |
| Café Jelinek          |      | 6., Otto-Bauer-Gasse Standort                                      |                                                           |
| Café Westend          |      | 7., Mariahilfer Straße                                             |                                                           |
| Café Eiles            |      | 8., Josefstädter Straße Standort                                   |                                                           |
| Café Florianihof      |      | 8., Florianigasse 45                                               |                                                           |
| Café Hummel           |      | 8., Josefstädter Straße Standort                                   |                                                           |
| Café Rathaus          |      | 8., Landesgerichtsstraße Standort                                  |                                                           |
| Café Weimar           |      | 9., Währinger Straße Standort                                      |                                                           |
| Café Dommayer         |      | 13., Dommayergasse/Johann-Strauß-Platz Standort                    |                                                           |
| Café Residenz         |      | 13., Schloss Schönbrunn Standort                                   |                                                           |
| Café Weingartner      |      | 15., Goldschlagstraße Standort                                     |                                                           |
| Café Weidinger        |      | 16., Gablenzgasse/Gürtel Standort                                  |                                                           |
| Café Ritter Ottakring |      | 16., Ottakringer Straße Standort                                   |                                                           |
| Café Schopenhauer     |      | 18., Staudgasse Standort                                           |                                                           |
| Café Falk             |      | 22., Wagramer Straße Standort                                      |                                                           |

### Ehemalige Kaffeehäuser
| Name                 | Bild | Bezirk und Standort                 | Weitere Informationen |
| -------------------- | ---- | ----------------------------------- | --- |
| Café Herrenhof       |      | 1., Herrengasse                     | Verewigt im Werk Die Tante Jolesch von Kaffeehausliterat Friedrich Torberg, ab 1967 Nachfolgerlokal, Schließung 2006                                                                       |
| Café Hofburg         |      | 1., Hofburg, Innerer Burghof        | 2022 geschlossen |
| Café Fenstergucker   |      | 1., Kärntner Straße / Walfischgasse | Ca. 1945 zerstört |
| Café Griensteidl     |      | 1., Michaelerplatz                  | 2019 geschlossen |
| Silbernes Kaffeehaus |      | 1., Plankengasse 4                  | 1855 geschlossen |
| Café Adami           |      | 1., Rotenturmstraße                 | 1866 geschlossen |
| Café Schottenring    |      | 1., Schottenring                    | 2012 geschlossen |
| Café Kramer          |      | 1., Stock-im-Eisen-Platz            | Befand sich an der heute nicht mehr existierenden Schlossergasse, an der Stelle befindet sich heute ein Häuserblock zwischen dem Trattnerhof und dem Stock-im-Eisen-Platz; 1866 abgerissen |
| Kaffee Urania        |      | 3., Radetzkystraße                  | 2016 geschlossen |
| Café Dobner          |      | 6., Linke Wienzeile                 | Heimat von Literatur am Naschmarkt, 1950 geschlossen |
| Café Wunderer        |      | 14., Hadikgasse                     | 2013 geschlossen |

## Sonstiges
Der Klub der Wiener Kaffeehausbesitzer veranstaltete 2017 einen Flohmarkt im und mit dem Burgtheater, mit Gegenständen aus dem Theater und Cafés. Ein Teil des Erlöses kam den Klavierspielern in den Kaffeehäusern zugute.
Auf der Lokalbahnstrecke Wien–Baden verkehrten von 1927 bis 1938 Schnellzüge mit einem Buffetwagen, der vom Café Pöchhacker betrieben wurde. Das Angebot wurde als so umfassend wie in einem echten Wiener Kaffeehaus beworben.
Vom Kaffee kochen leitet sich die Bezeichnung „Kaffeesieder“ ab, wie die Betreiber von Kaffeehäusern genannt wurden. Der seit 1956 abgehaltene Traditionsball der zugehörigen Innung in Wien ist der „Kaffeesiederball“, mittlerweile einer der größten Bälle der Wiener Ballsaison.